# Miami Dolphins
Miami Dolphins este o echipă de fotbal american cu sediul în zona metropolitană Miami, Florida. Echipa face parte din Divizia de Est a American Football Conference (AFC) din National Football League (NFL). Dolphins joacă meciurile de acasă pe Hard Rock Stadium în suburbia nordică Miami Gardens.